# Zakłady Włókien Chemicznych „Wistom”
Zakłady Włókien Chemicznych „Wistom” Spółka Akcyjna – fabryka przemysłu chemicznego, istniejąca w latach 1911–1997, znajdująca się na północno-wschodnich obrzeżach Tomaszowa Mazowieckiego, w dzielnicy Wilanów. Od lat 50. XX w. największy zakład przemysłowy w mieście, w 1973 była to największa fabryka województwa łódzkiego.

## Nazwy
Pierwotna nazwa to Tomaszowska Fabryka Sztucznego Jedwabiu (fr. Fabrique de Soie Artificielle de Tomaszów, ang. Artificial Silk Company of Tomaszow)
Od 1942 do końca wojny Tomaschower Glanzstoff-Fabrik GmbH
W PRL Państwowa Fabryka Sztucznego Jedwabiu nr 1, Tomaszowskie Zakłady Włókien Sztucznych.
Następnie Tomaszowskie Zakłady Włókien Chemicznych „Chemitex-Wistom”.

## Produkcja
- Jedwab kolodiowy
- Jedwab wiskozowy
- Jedwab kordowy (używany w przemyśle gumowym)
- Włókno cięte (włókno techniczne HT, na licencji austriackiej firmy Ebner)
- Włókna cięte Argona (włókna wełnopodobne, używane m.in. w produkcji mundurów wojskowych i innych służb mundurowych)
- Włókna bawełnopodobne (produkcja Wiskony)
- Tomofan (folia celulozowa)[4]

## Historia

### Pierwsze lata produkcji

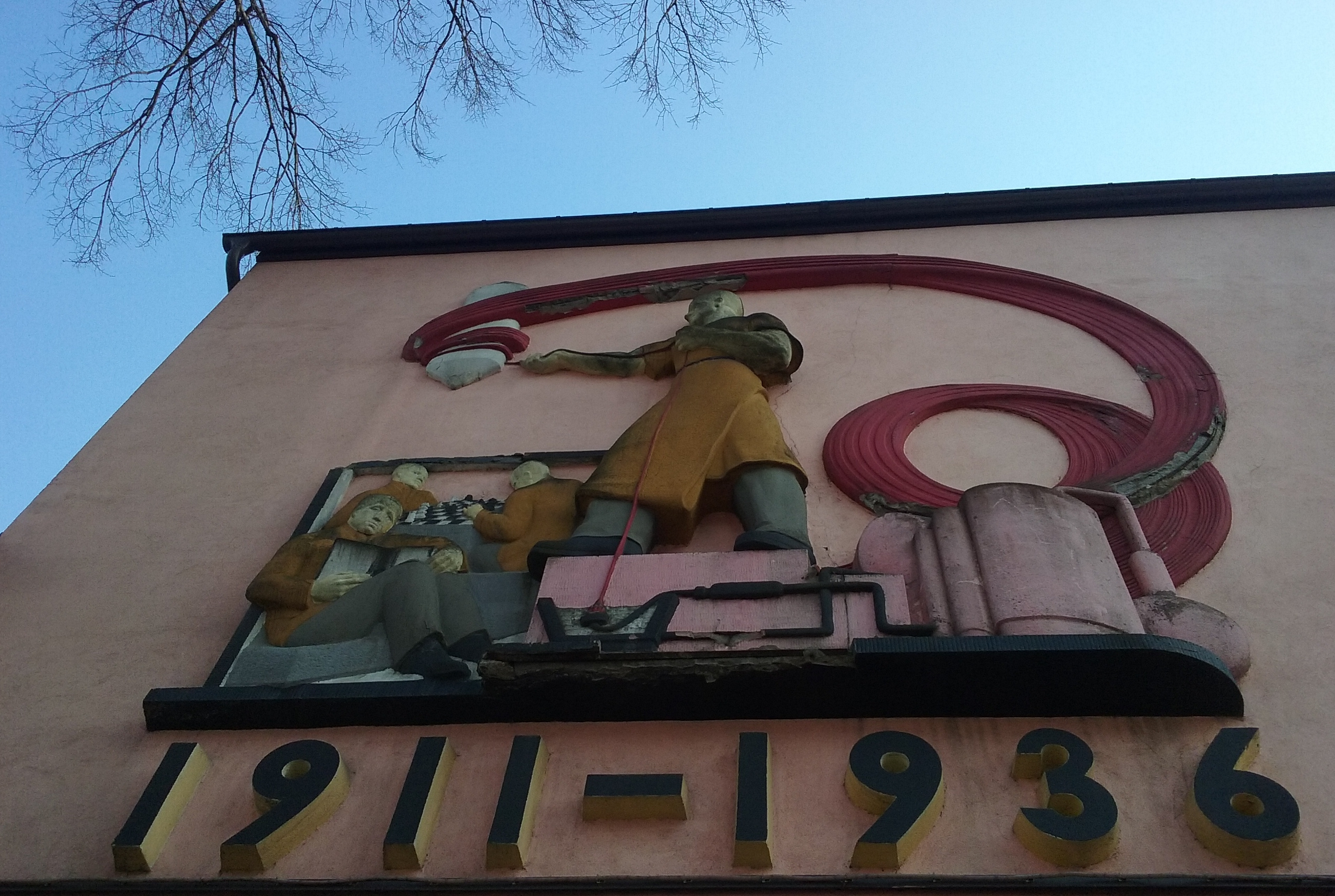
Płaskorzeźba odsłonięta z okazji 25-lecia TFSJ, na sali widowiskowej późniejszego Zakładowego Domu Kultury „Chemik” (obecnie restauracja „Malinowa”. Ulica Spalska 110)

W 1904 tomaszowscy przemysłowcy rozpoczęli rozmowy z koncernem chemicznym  „Fabrique de Soie Artificielle de Tubize” z Tubize w Belgii dotyczące uruchomienia fabryki przędzy kolodionowej (sztuczny jedwab) produkowanej według metody opracowanej przez Hilaire de Chardonneta. W 1909 carskie Ministerstwo Przemysłu wydało pozwolenie na budowę fabryki w osadzie Wilanów koło Tomaszowa. Rok później przemysłowcy Stanisław Salomon Landau, Aleksander i Feliks Landsbergowie, Henryk Majmon oraz prokurent łódzkiej filii Banku Wawelberga zarejestrowali spółkę kapitałową „Tomaszowska Fabryka Sztucznego Jedwabiu”. 13 stycznia 1911 roku w Hotelu Bristol w Warszawie odbyło się I Ogólne Zebranie Akcjonariuszy „Akcyjnego Towarzystwa Tomaszowskiej Fabryki Sztucznego Jedwabiu" Kapitał założycielski wynosił 1,125 mln rubli i został wniesiony w 2/3 przez akcjonariuszy z Tomaszowa, a w 1/3 przez koncern belgijski. 6 lipca 1911 Feliks Landsberg sprzedał Towarzystwu kupioną za 76 tys. rubli w dniu 21 czerwca 1910 fabrykę sukna „Wilanów” należącą do Edwarda Henschke. Zakład ten zajmował 49 ha na brzegu rzeki Czarnej i w momencie przejmowania był w stanie upadku.
Oficjalne uruchomienie produkcji miało miejsce 1 maja 1912, pierwszym dyrektorem zarządzającym był inż. Feliks Wiślicki, wykształcony w Zurychu chemik, który po studiach rozpoczął pracę w belgijskiej fabryce twórcy patentu sztucznego jedwabiu – Hilairego de Chardonneta. W zarządzie fabryki Chardonneta w Tubize pojawiały się plany rozwinięcia produkcji budując nową fabrykę w Europie Wschodniej. Początkowo Chardonnet planował inwestycje w Rosji jednak Wiślicki przekonał go do tomaszowskiej lokalizacji. Zdecydować miał wyższy poziom kwalifikacji polskich robotników uprzemysłowionego już od wieku miasta. Wiślicki zaproponował pracę na stanowisku dyrektora technicznego inż. Michałowi Hertzowi, którego poznał w pracy w Tubize. Poza inwestorami są to kluczowe osoby pierwszych dekad Fabryki Sztucznego Jedwabiu w Tomaszowie Mazowieckim.
W ciągu pierwszych dwóch lat działalności ilość wyprodukowanego materiału wzrosła z 50 do 800 kg dziennie, a zatrudnienie z 530 do 1090. Wybuch I wojny światowej sprawił, że w grudniu 1914 wstrzymano produkcję. Okupant niemiecki rozpoczął niszczenie mienia, a maszyny i osprzęt demontowano. Aby ocalić fabrykę i miejsca pracy za zgodą władz zmieniono profil działalności, rozpoczęto suchą destylację drewna oraz produkcję smoły, terpentyny i węgla drzewnego.

### Dwudziestolecie międzywojenne

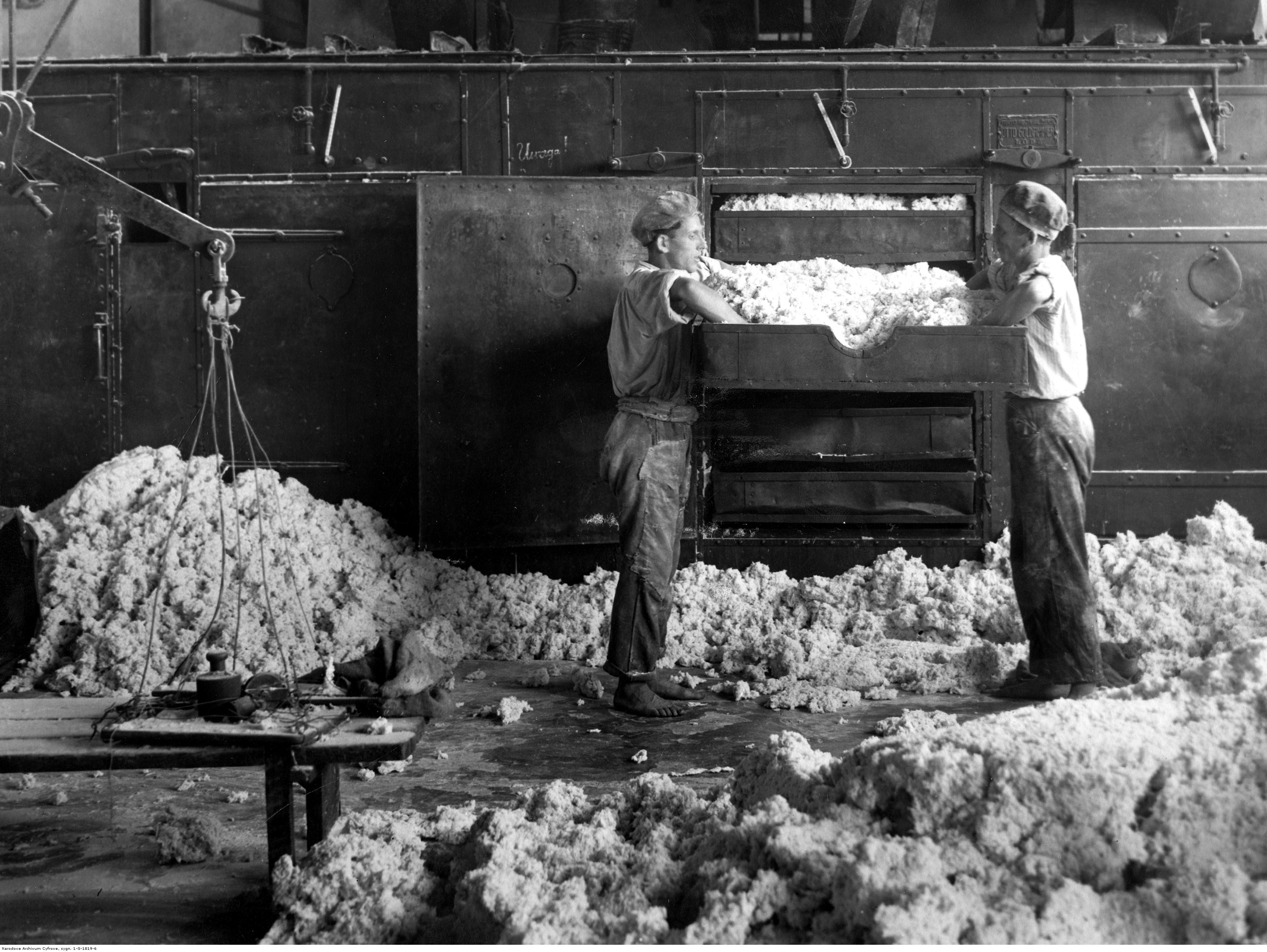
Robotnicy suszarni, 1927 r.

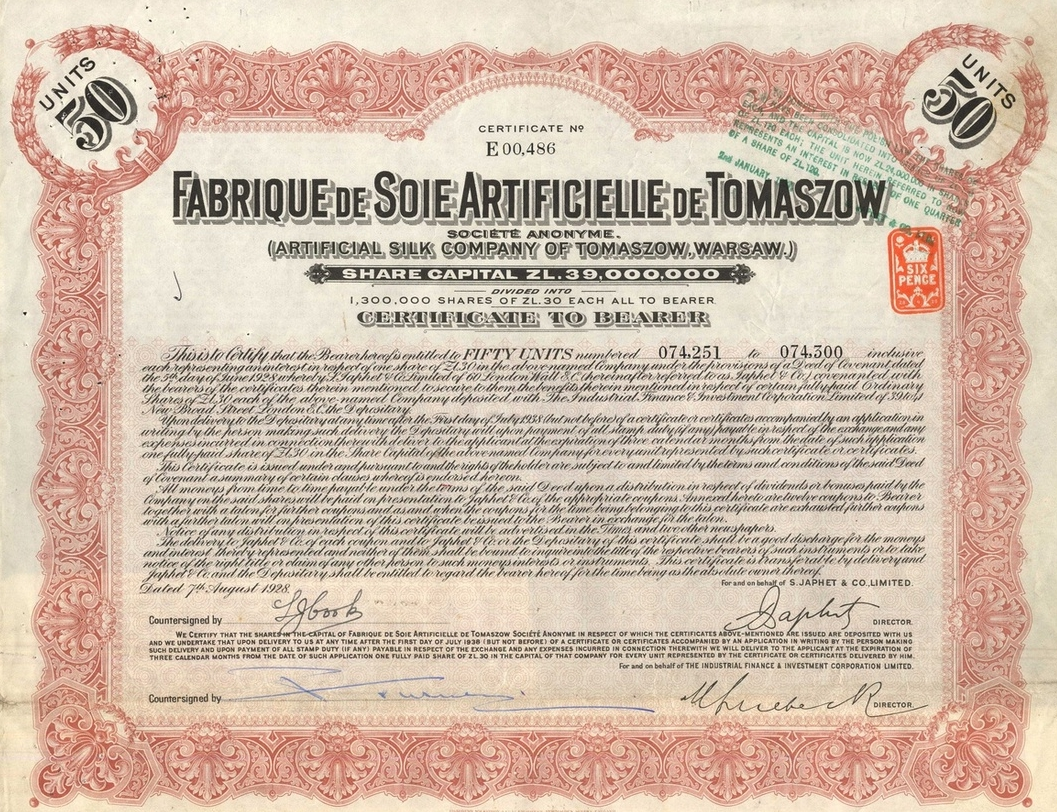
50 akcji Tomaszowskiej Fabryki Sztucznego Jedwabiu z 1928 roku

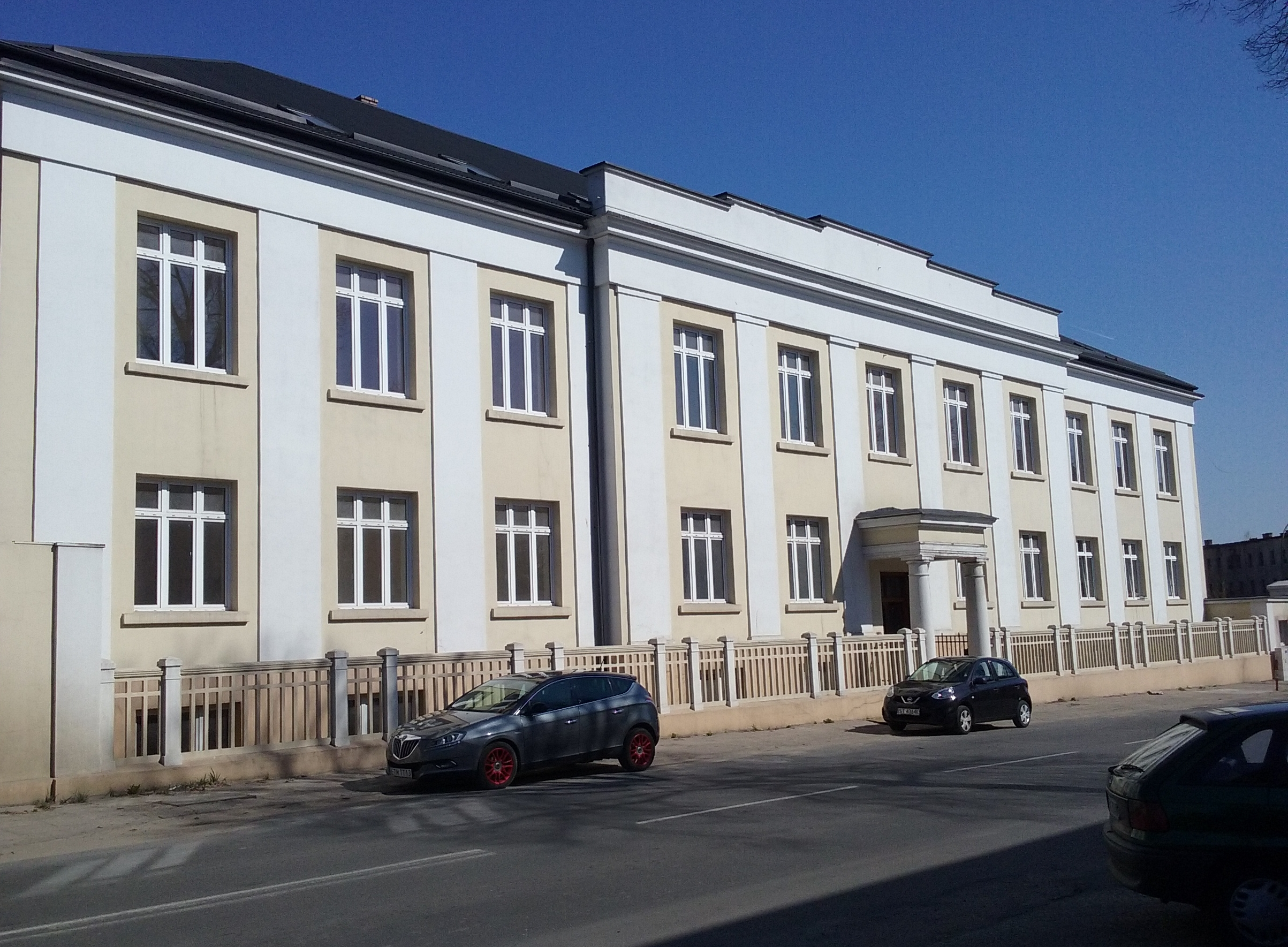
Biurowiec TFSJ po remoncie, 2019 rok

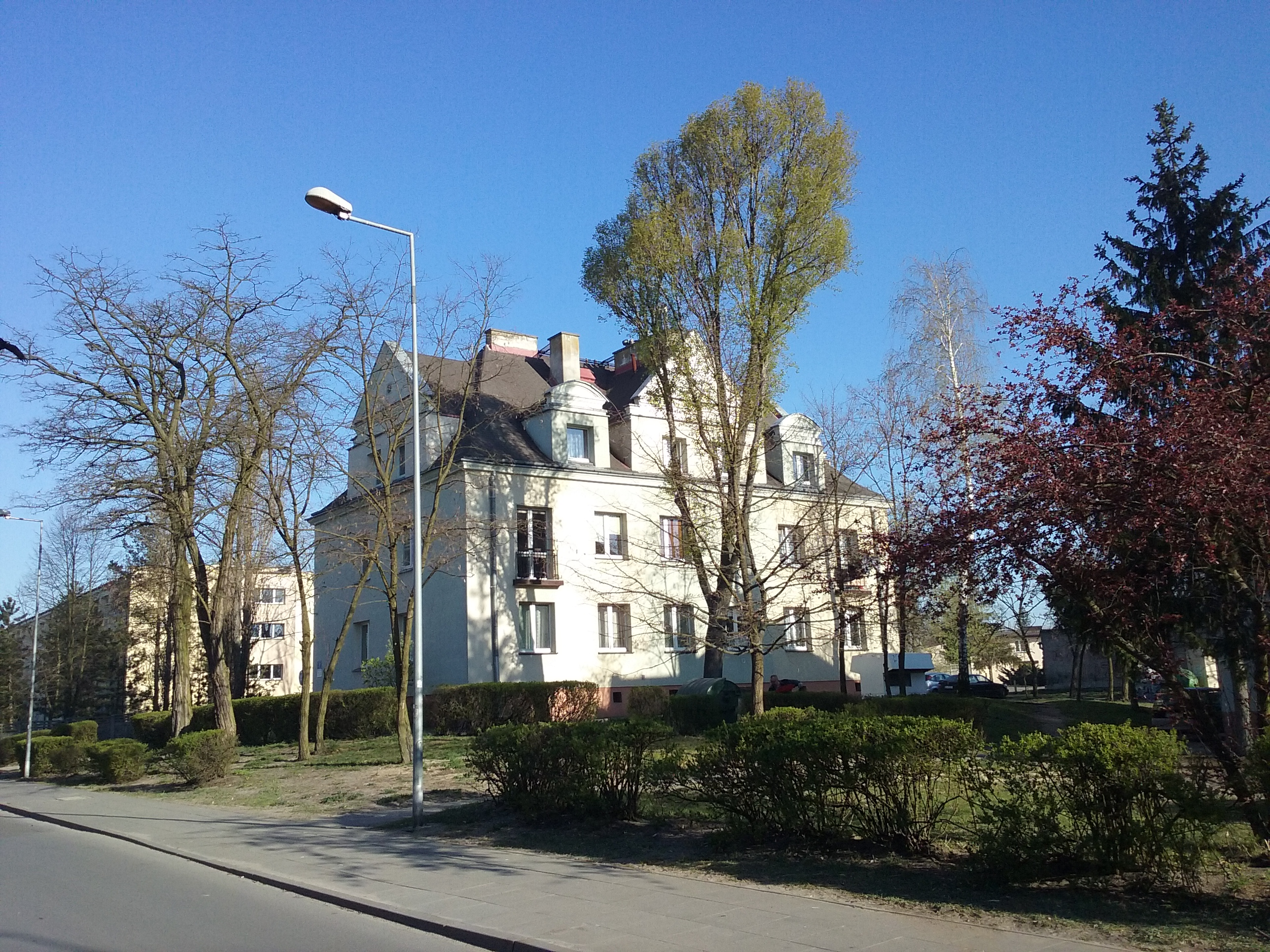
Jeden z domów mieszkalnych Michałówka, przedwojennego osiedla wybudowanego przez Tomaszowską Fabrykę Sztucznego Jedwabiu

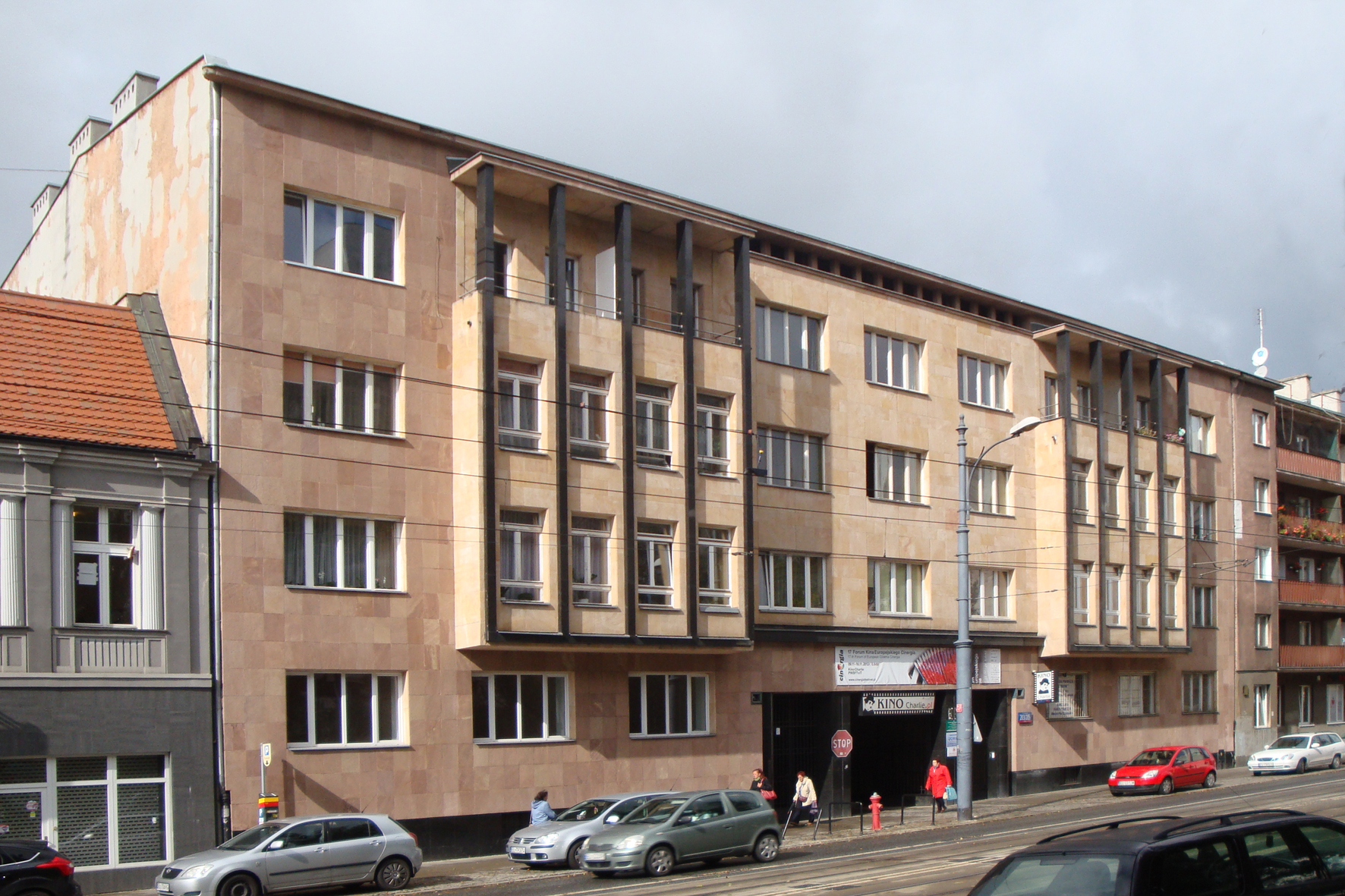
Piotrkowska 203 w Łodzi. Kamienica Tomaszowskiej Fabryki Sztucznego Jedwabiu

Po odzyskaniu przez Polskę niepodległości zarząd fabryki rozpoczął uzupełnianie brakującego parku maszynowego, zakupiono w Belgii dysze przędzalniczne i 1 lipca 1920 wznowiono produkcję jedwabiu kolodionowego, od 1921 rozpoczęto wytwarzanie jedwabiu wiskozowego. W tym samym roku dyrektorem handlowym został Maksymilian Zand, dzięki któremu rynek zbytu objął Chiny, Australię, Egipt, Czechosłowację, Austrię, Węgry i Rumunię.
W 1925 część akcji wartych 10 milionów złotych został zakupiony przez kapitał włoski reprezentowany przez spółkę  „Snia Viscosa” i Banco Comerciale Italiana, który w Polsce był reprezentowany przez bankierów Ludwika Toeplitza i jego brata Zygmunta. Uzyskane w ten sposób środki przeznaczono na uruchomienie dodatkowych linii do produkcji przędzy wiskozowej i zakup kolejnych parceli pod rozbudowę fabryki. Zgodnie z panującym na świecie trendem na początku 30. XX wieku wygaszono wymagającą wysokich nakładów produkcję jedwabiu kolodionowego, fabryka znajduje się wówczas w pierwszej dziesiątce największych światowych producentów sztucznego jedwabiu. W 1927 fabryka zatrudniała 5400 pracowników, 120 majstrów i urzędników oraz 20 inżynierów oraz posiadała własny skład towarów w Łodzi przy ulicy Dzielnej (ob. prez. G. Narutowicza) 50 oraz przedstawicielstwo handlowe w Warszawie przy ulicy Wilczej 9a. W 1933 teren fabryki obejmował 125 ha, dwa lata później powstała linia produkcyjna do wytwarzania dwusiarczku węgla, który pozwalał na produkcję wiskozy. Rozpoczęto wówczas produkcję Tomofanu (rodzaj celofanu – folii barwionej i bezbarwnej, dla którego stworzono zastrzeżoną nazwę stosowaną dla produktów z Tomaszowa Mazowieckiego) oraz Textry (włókna cięte typu bawełnianego), Argony (włókna cięte typu wełnianego) i Lintexu (włókna cięte typu lnianego). Zaczęto również prace projektowe nad budową na drugim brzegu Pilicy wydziałów produkujących dwusiarczek węgla i kwas siarkowy.
Fabryka posiadała własny klub sportowy z boiskiem (KS Pilica przy ulicy Spalskiej), przystanią wioślarską, orkiestrę, chór (z własną siedzibą w Domu Kultury „Chemik”), teatr, bibliotekę z czytelnią oraz przedszkole.
W 1928 roku TFSJ wybudowała kościół pw. Michała Archanioła (patrona wybrano na cześć dyrektora fabryki Michała Hertza), przy ulicy Spalskiej. Była to wówczas druga parafia rzymskokatolicka w mieście.
W latach 1937–1938 na zamówienie Tomaszowskiej Fabryki Sztucznego Jedwabiu wybudowano luksusową modernistyczną (jeden z najlepszych przykładów tej architektury w mieście) kamienicę przy ul. Piotrkowskiej 203 w Łodzi. Od lat 70. XX w. w jej poprzecznej oficynie funkcjonował Ośrodek Szkolenia Ideologicznego Komitetu Łódzkiego PZPR. Po przemianach w 1989 r. tamże funkcjonuje kino Charlie i Zarząd Łódzki Polskiego Czerwonego Krzyża.
W 1938 roku podczas przygotowań Polski do wojny, na rzecz Funduszu Obrony Narodowej, TFSJ ufundowała trzy samoloty szkoleniowe – RWD-10. Jeden z nich uległ wypadkowi jeszcze przed wojną w podłódzkiej Radogoszczy. Kierujący maszyną Jerzy Różański był później wyróżniającym się pilotem podczas walk lotniczych nad Anglią na początku wojny.

### Okres II wojny światowej

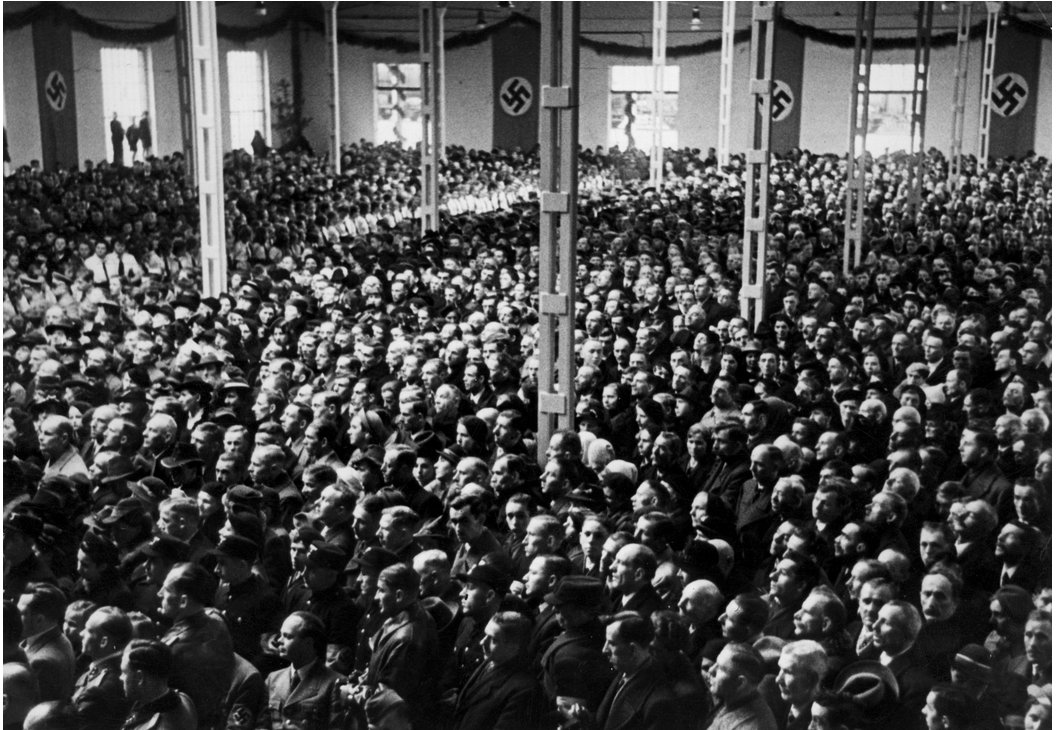
Wiec tomaszowskiej mniejszości niemieckiej w jednej z hal zakładu. Styczeń 1940 r.

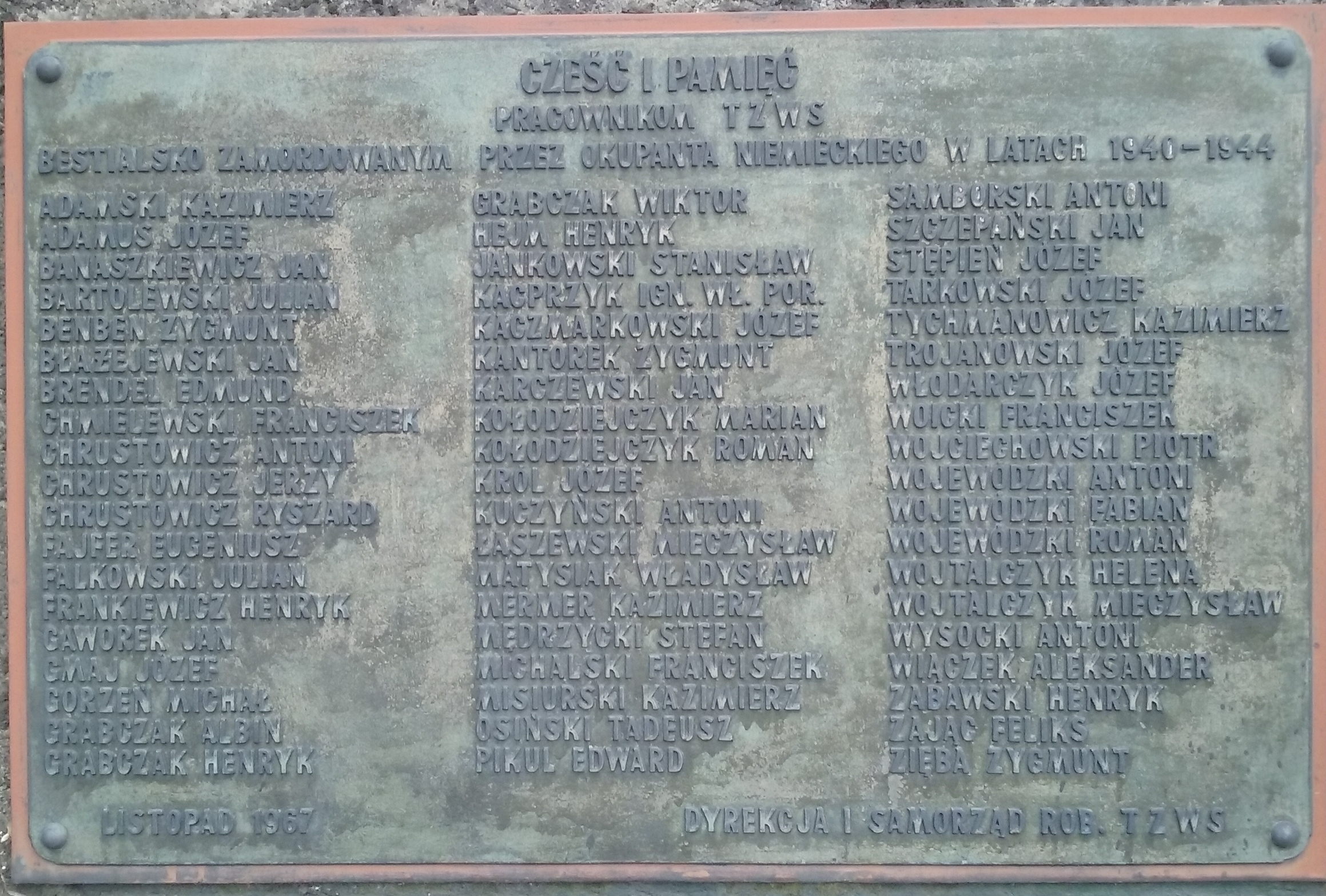
Spalska 110. Tablica upamiętniająca część ofiar mordów dokonywanych przez Niemców wśród pracowników Tomaszowskiej Fabryki Sztucznego Jedwabiu (później przez część PRL-u jako Tomaszowskie Zakłady Włókien Sztucznych)

Podczas kampanii wrześniowej na skutek bombardowania przez samoloty hitlerowskie zabudowa fabryczna uległa częściowemu zniszczeniu, wśród pracowników byli zabici i ranni. W pierwszych dniach września 1939 zarząd fabryki i personel techniczny zostały ewakuowane do Warszawy. Zdemontowano i wywieziono dysze przędzalnicze i wybrane maszyny produkcyjne. Po zajęciu Tomaszowa Mazowieckiego przez wojska hitlerowskie okupant ustanowił w fabryce zarząd komisaryczny, na którego czele stanął inżynier A. Töhl. Pozostawiony park maszynowy pozwolił na wznowienie produkcji jedwabiu wiskozowego i Tomofanu, a także włókien ciętych. W miejsce Textry produkowano Artex, który był przędzą gotową do produkcji tkanin ubraniowych. Ponadto rozpoczęto wytwarzanie dwusiarczku węgla i siarczanu sodu (tzw. soli glauberskiej), stan taki trwał do końca 1941. W międzyczasie wielu pracowników objęły hitlerowskie represje, aresztowania, morderstwa za udział w ruchu oporu, do getta trafili zatrudnieni w fabryce Żydzi. Na początku 1942 fabrykę przejął niemiecki koncern V.G.V. i nazwano „Tomaschower Glanzstoff-Fabrik GmbH”, ograniczono moce produkcyjne, praktycznie zaprzestano produkcji dwusiarczku węgla, na terenie fabryki rozpoczęto testowanie silników Daimlera. Do października 1944 zatrudniano ponad 1500 osób, później liczba pracowników zmalała o połowę. W związku ze zbliżającym się frontem na polecenie zarządu w głąb Rzeszy wywieziono zdemontowane maszyny produkcyjne, elementy ujęcia wody, a także surowce i komponenty. W chwili wkroczenia Armii Czerwonej pracowała jedynie kotłownia i zachowano sprawną sieć wodociągową.

### Lata powojenne

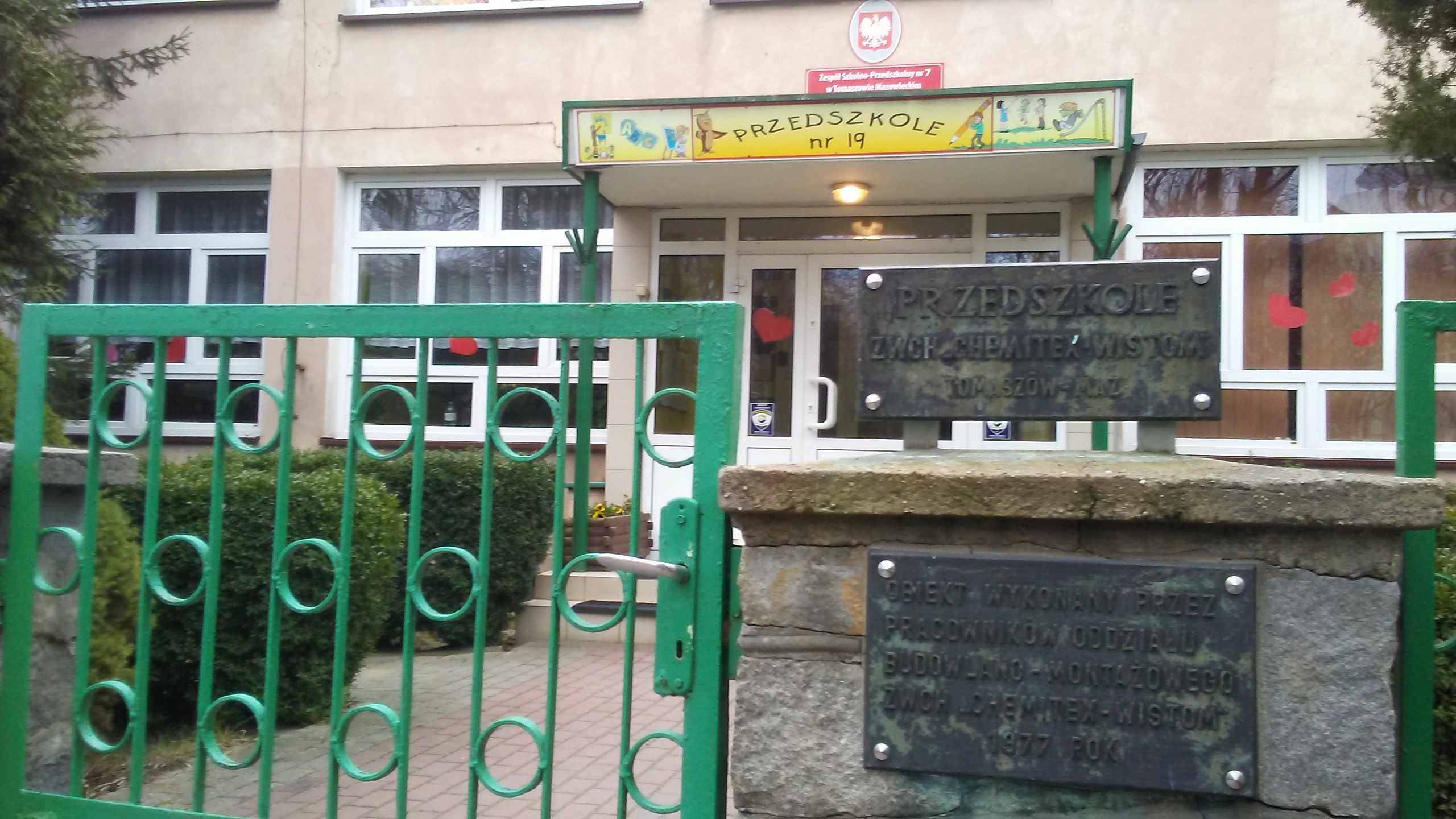
Przedszkole nr 19 przy ulicy Strzeleckiej 14 wybudowane przez ZWCH Chemitex-Wistom w 1977 roku

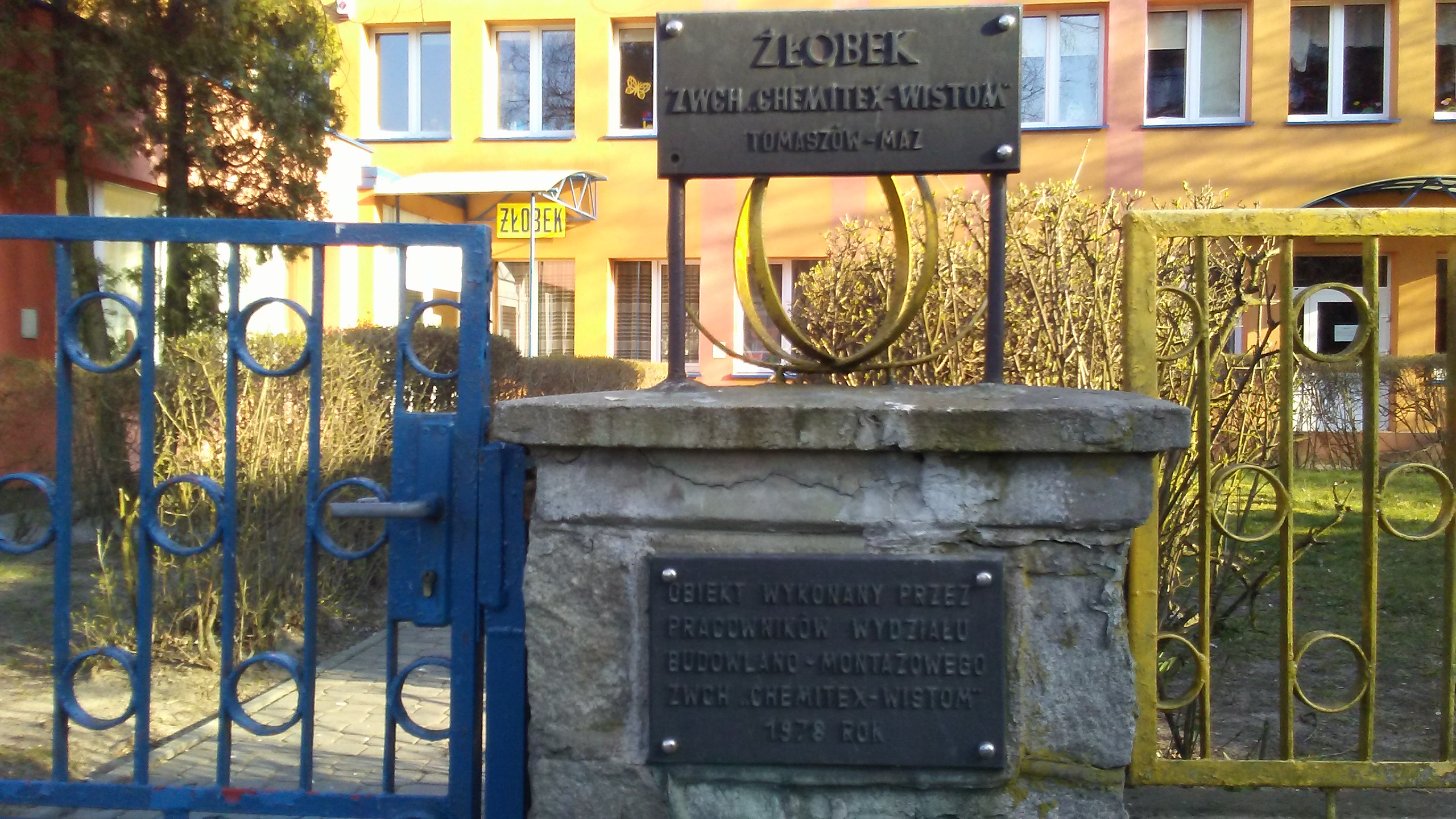
Żłobek przy ulicy Strzeleckiej 12 wybudowany przez ZWCH Chemitex-Wistom w 1978 roku

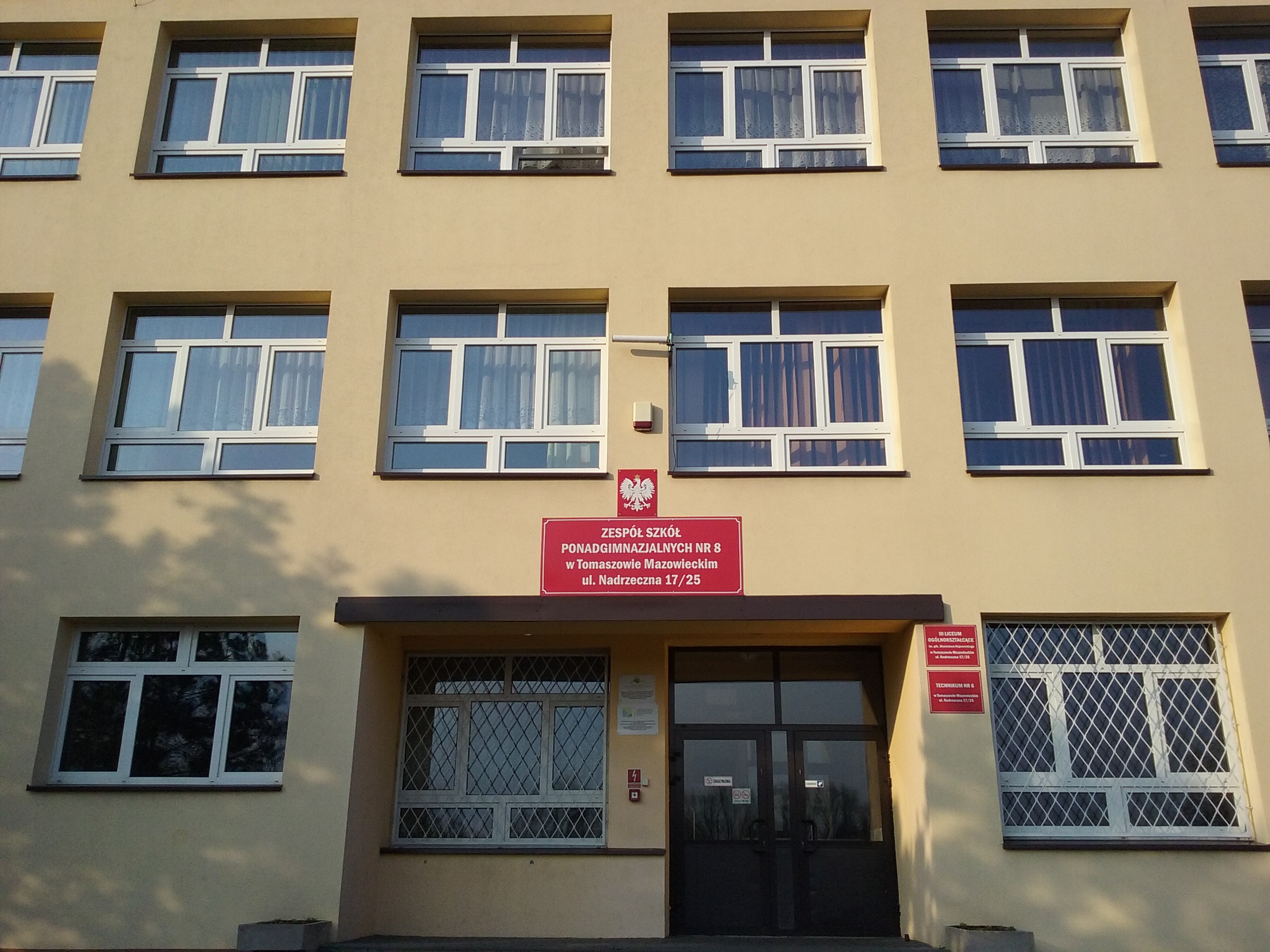
ZSP nr 8 na Michałówku. W skład zespołu wchodzi technikum chemiczne. Szkoła wybudowana w 1959 w celu kształcenia kadr dla Wistomu

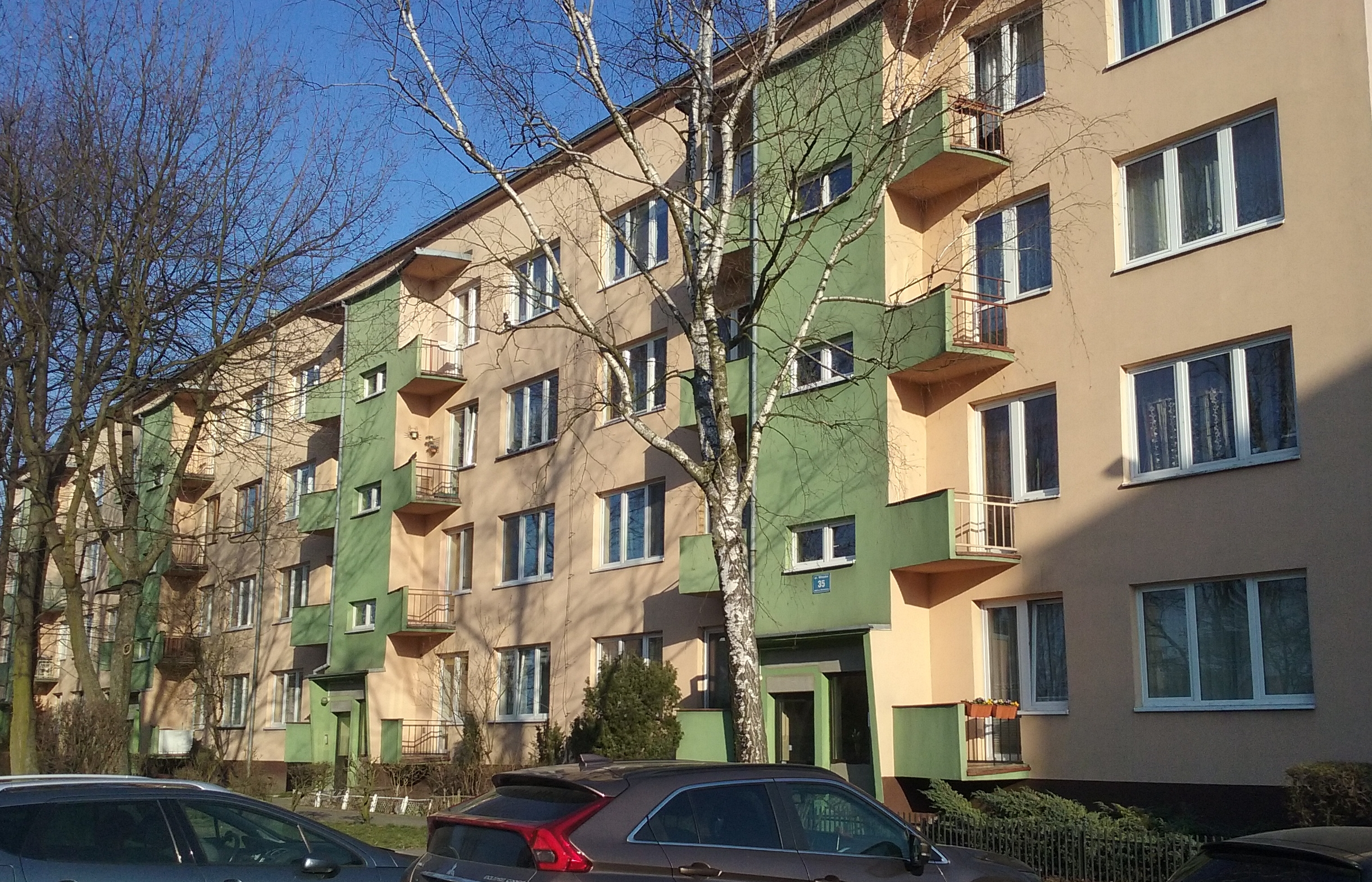
Wiejska 35, jeden z bloków mieszkalnych osiedla wybudowanego przez Wistom

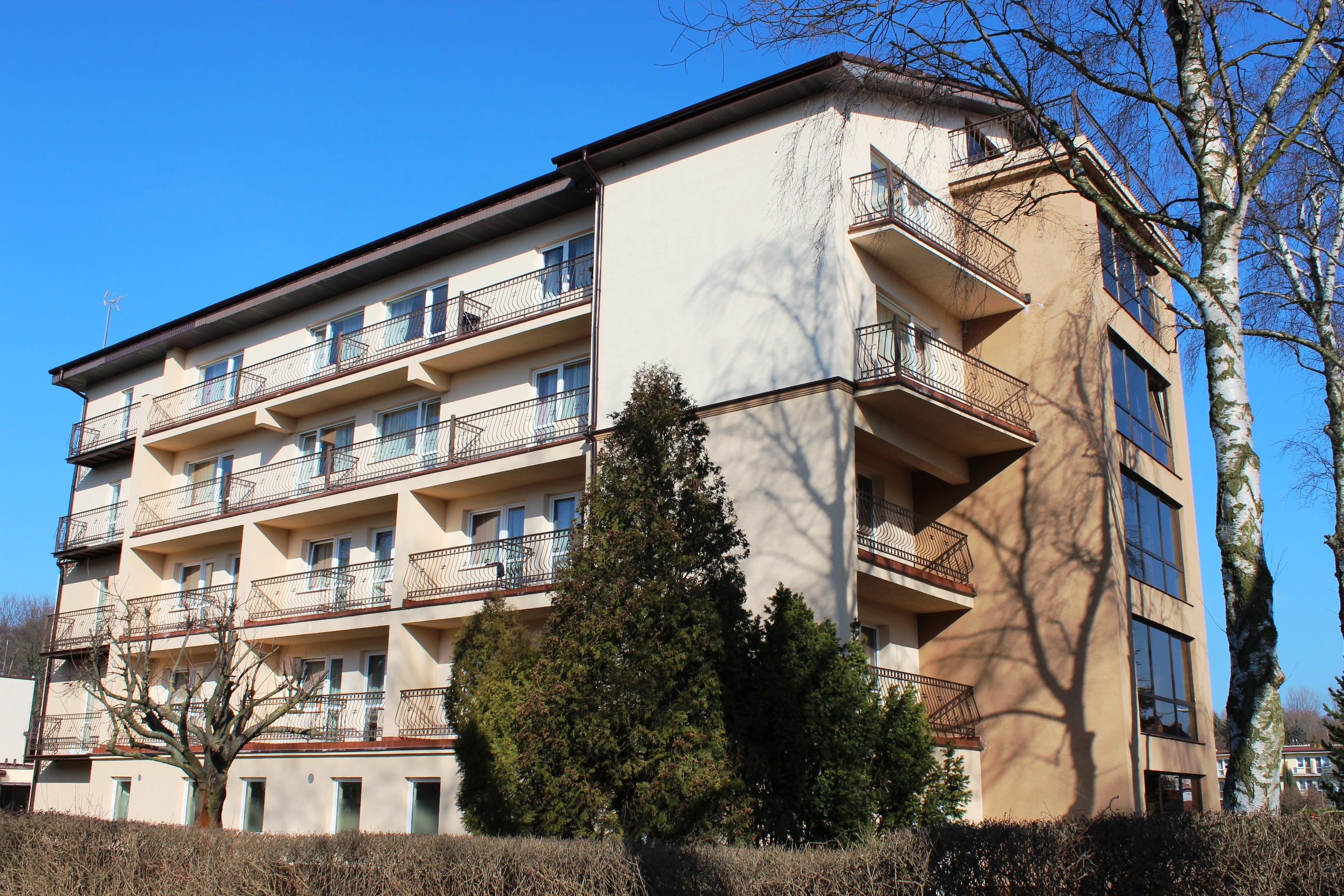
Kołobrzeskie sanatorium „Wistom”. Wybudowane i przez lata należące do tomaszowskiej fabryki. Ulica Sikorskiego 10

18 stycznia 1945 powołano tymczasowy zarząd państwowy, dzień później komitet miejski Polskiej Partii Robotniczej powołał na stanowisko dyrektora inż. Feliksa Kwaśniewskiego. W drugiej połowie 1945 przywrócono w fabryce produkcję włókien ciętych, Artexu, Tomofanu i jedwabiu wiskozowego, a także niezbędnego do ich powstawania dwusiarczku węgla. Ilość zatrudnionych wzrosła z 369 do 4165 pod koniec grudnia 1945. W sierpniu 1946 oficjalnie zakład upaństwowiono i nadano mu przejściową nazwę Państwowa Fabryka Sztucznego Jedwabiu nr 1 (PFSJ nr 2 znajdowała się na sochaczewskim Chodakowie) Pod koniec lat 40. XX wieku produkcję zdominowało wytwarzanie kordu (jedwabiu technicznego), a sam zakład znacznie rozbudowano. Zwielokrotniono moce produkcyjne linii wytwarzających Tomofan poprzez wprowadzenie możliwości snucia równocześnie dwóch taśm. W 1950 produkcja osiągnęła poziom, który fabryka osiągała w 1938. Od lat 50. był to największy zakład przemysłowy w Tomaszowie Mazowieckim zajmujący powierzchnię ok. 150 ha (większą część osiedla Wilanów), który zatrudniał w szczytowym momencie ponad 11-tysięcy pracowników. Istniało nawet powiedzenie  „W każdym domu ktoś z Wistomu”. Wybudowany w 1959 105-metrowy komin sprawił, że opary powstające przy produkcji tomofanu zaczęły być wyrzucane ponad obszar fabryki.
Pod koniec lat 60. całkowicie zmodernizowano linię do tomofanu, który stał się wodoodporny i dzięki pokryciu lakierem łatwozgrzewalnym. Od podstaw powstała wysokowydajna przędzalnia wiskozy, dzięki czemu ulepszono metody produkcji kordu. Zwiększeniu produkcji towarzyszyło wzrastające zapotrzebowanie na wodę, po 1967 rozbudowano ujęcie z rzeki Pilicy, w 1970 powstała oczyszczalnia ścieków, która w początkowym okresie neutralizowała ok. 60% wytwarzanych ścieków. W 1971 rząd zakupił w Japonii licencję produkcji bawełnopodobnego włókna ciętego typu Polynosic, produkowano je w specjalnie wybudowanym wydziale. W 1973 zatrudnienie przekroczyło 8 tysięcy osób i Chemitex-Wistom stał się największym przedsiębiorstwem w ówczesnym województwie łódzkim. W tym okresie rozbudowano sieć energetyczną, w 1979 zakończono produkcję dwusiarczku węgla, a rok później unowocześniono oczyszczalnię ścieków, w której skuteczność oczyszczania wzrosła do 80%. Do 1979 w dużej części miasta odczuwalny był powstający przy wytwarzaniu dwusiarczku węgla charakterystyczny nieprzyjemny zapach, a pracownicy zatrudnieni przy procesie produkcyjnym byli narażeni na utratę zdrowia. Mimo tych czynników chętnych do pracy przyciągała bogata oferta socjalna, zakład gwarantował pracę, posiadał żłobki i przedszkola, a także Dom Kultury „Chemik”. Ukazywała się gazeta zakładowa „Włókna sztuczne”. Wistom posiadał ogromny wpływ na rozwój miasta, na potrzeby pracowników powstawały osiedla mieszkaniowe (m.in. Niebrów), uruchomiono komunikację miejską. Skutkiem ubocznym był wysoce szkodliwy wpływ na środowisko naturalne, proces produkcyjny uwalniał do atmosfery dwusiarczek węgla.
W PRL-u w celu kształcenia kadr dla Wistomu wybudowano szkołę średnią przy ulicy Nadrzecznej na Michałówku. Mieściły się tam zasadnicza szkoła zawodowa o profilu chemicznym, oraz technikum. Z inicjatywy dyrekcji zakładów wybudowano również obecny budynek II Liceum Ogólnokształcącego przy ulicy Jałowcowej. W PRL obięte patronatem Wistomu liceum nieprzerwanie do dziś utrzymuje się w pierwszej setce najlepszych polskich szkół średnich.
Od początku lat 60. XX wieku do upadku, fabryka utrzymywała znany na całym świecie Zespół Pieśni i Tańca „Piliczanie”, mający siedzibę w Domu Kultury „Chemik” należącym również do Wistomu.

### Upadłość

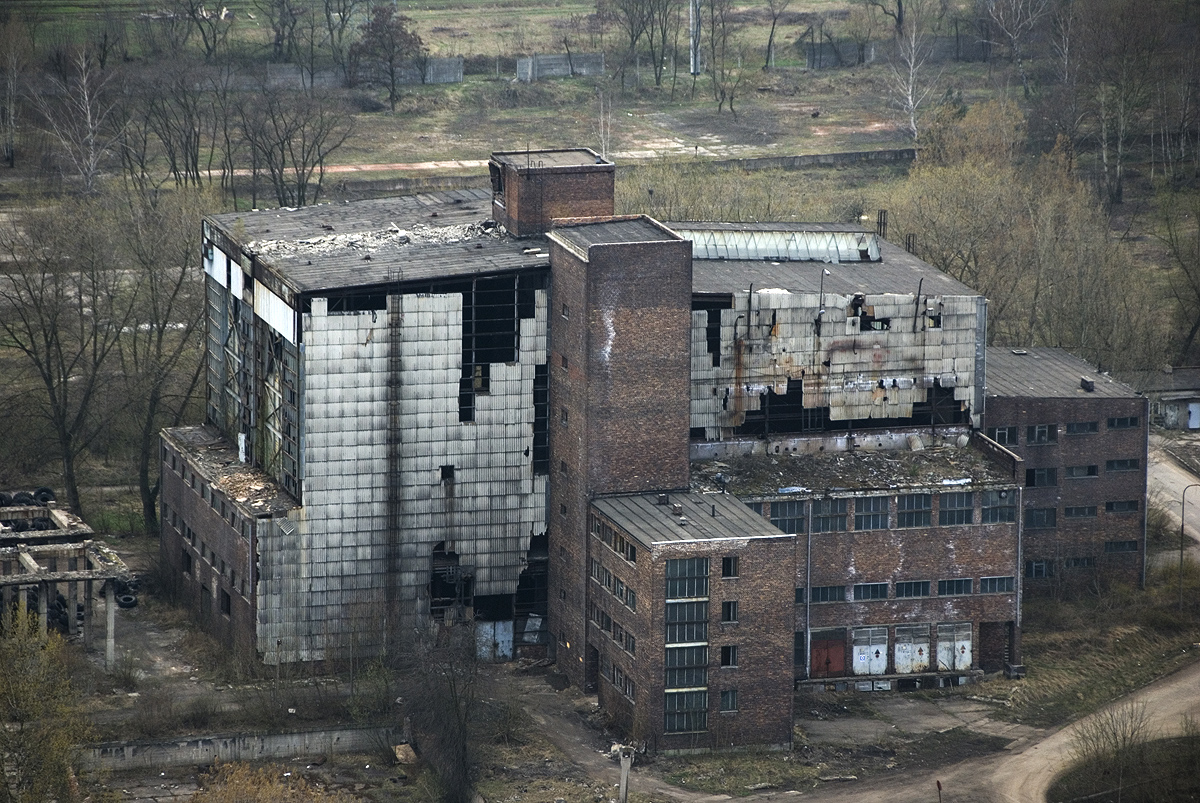
Zdewastowany budynek dawnej kotłowni Wistomu, 2009 r.

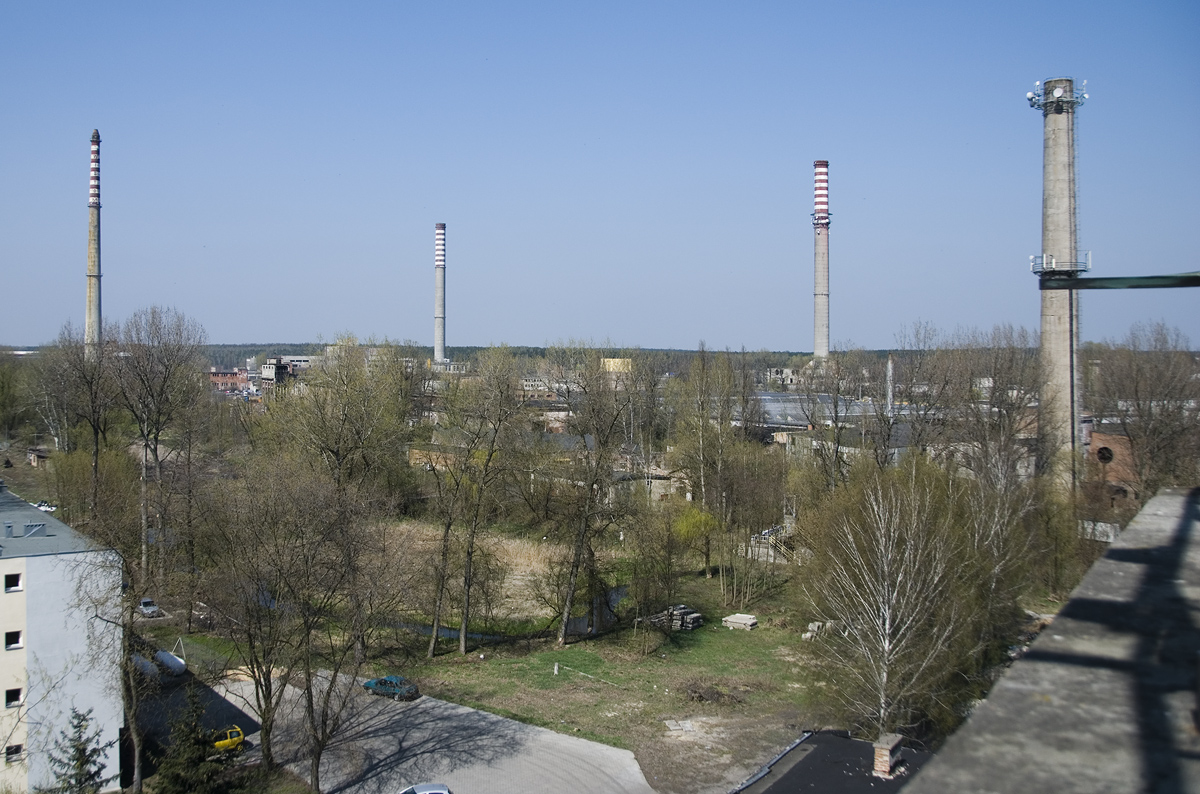
Widok na nieczynne zakłady Wistomu z jednego z budynków, 2009 r.

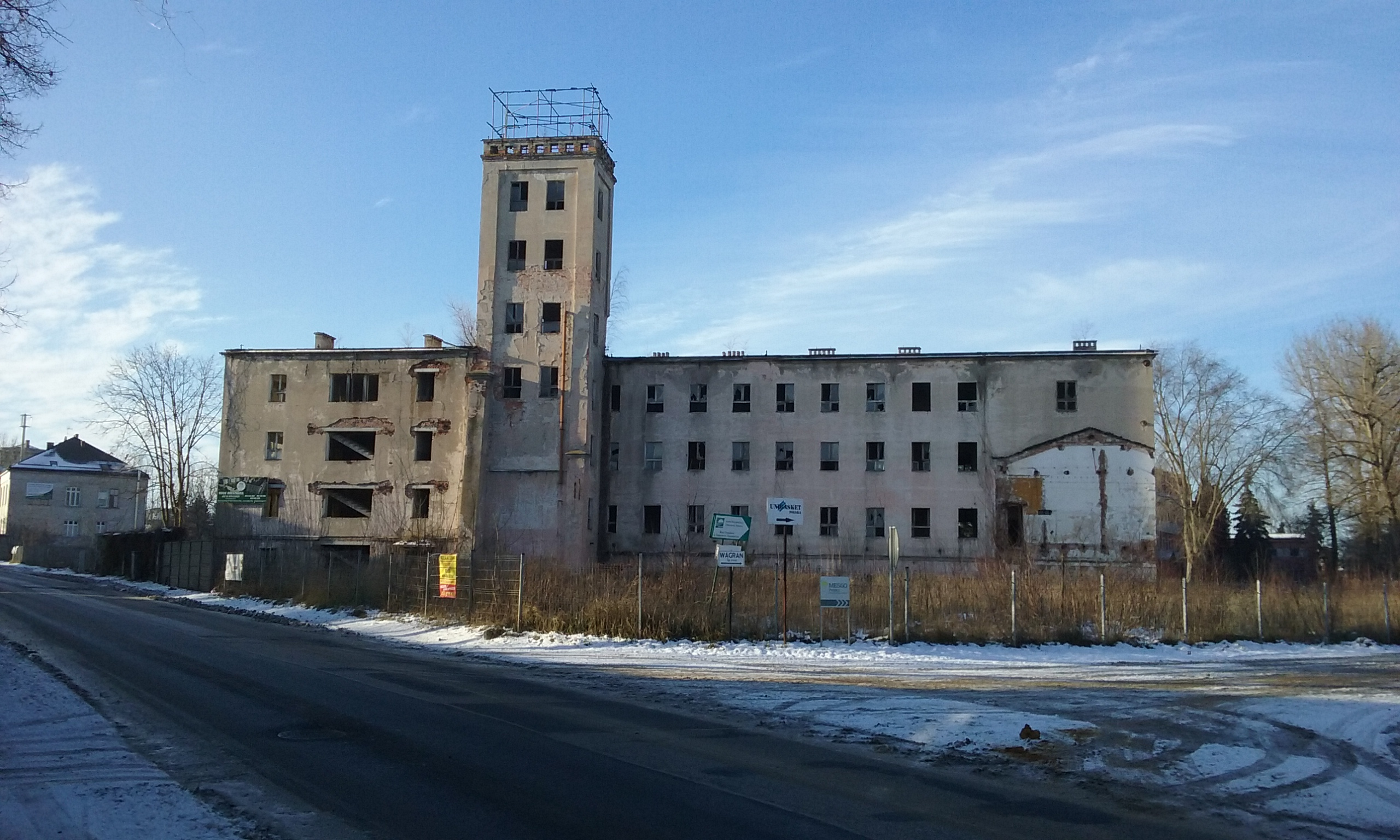
Ruiny fabryki widziane z ulicy Spalskiej, 2021 r.

Od 1994 przedsiębiorstwo było spółką akcyjną Skarbu Państwa. Przemiany gospodarcze oraz zaostrzenie norm związanych z ochroną środowiska sprawiły, że w połowie lat 90. zakład zaczął mieć problemy finansowe, które ostatecznie doprowadziły do zaprzestania produkcji w czerwcu 1997 roku. Sąd Rejonowy w Piotrkowie Trybunalskim w dniu 1 października 1997 ogłosił upadłość zakładów. Miało to ogromny wpływ na rynek pracy w Tomaszowie Mazowieckim, ponieważ Chemitex-Wistom był największym pracodawcą w mieście.
W 1999 ówczesny syndyk masy upadłościowej sprzedał za 20 milionów dolarów całą fabrykę biznesmenowi z Tajwanu Cheng Meng Songowi, który planował poprzez zainwestowanie 200 milionów dolarów tworzenie tu Tajwańsko-Polskiego Parku Przemysłowego. Płatność podzielono na trzy raty, nabywca wpłacił dwie i zerwał kontakt z syndykiem, pozostawiając niewyjaśnioną sytuację prawną. Nastąpił wówczas proces grabieży pozostawionego mienia oraz dewastacja parku maszynowego i nieruchomości.
Ponieważ Cheng Meng Song nie wpłacił trzeciej raty za zakup gruntu oraz nie uiścił opłat podatkowych wszczęto procedurę komorniczą. Zaległości tylko wobec miasta wynosiły kilka milionów (6 milionów złotych w 2004), kolejnymi wierzycielami były Skarb Państwa i dawni pracownicy. Komornik rozpoczął proces dzielenia terenu dawnego Wistomu na części i ich sprzedaż, jedną z działek nabyło konsorcjum hiszpańskie, które następnie sprzedało ją pochodzącemu z Włoch deweloperowi Metal Color Polska. Za jego sprawą w 2000 na terenie 8 ha utworzono podstrefę Łódzkiej Specjalnej Strefy Ekonomicznej.

### Śledztwo Agencji Bezpieczeństwa Wewnętrznego
W 2009 roku Agencja Bezpieczeństwa Wewnętrznego prowadziła śledztwo w sprawie próby reaktywowania przedwojennej Tomaszowskiej Fabryki Sztucznego Jedwabiu w celu reprywatyzacji  i  starań o zwrot majątku firmy, którą po II wojnie światowej znacjonalizowano. W 2017 roku sprawę badało również Centralne Biuro Antykorupcyjne.

## Stan po likwidacji
W centralnej części dawnych zakładów znajduje się komin o wysokości 160 metrów, jest to najwyższa budowla Tomaszowa Mazowieckiego. Na terenach dawnego Wistomu znajduje się także kilkanaście studni głębinowych.
Niezagospodarowana przez nowych inwestorów zabudowa przemysłowa pozostawała w stanie daleko posuniętej ruiny i jako taka była przedmiotem zainteresowania eksploratorów obiektów poprzemysłowych. Wielokrotnie dochodziło tu do wypadków.
Na początku października 2016 roku doszło do katastrofy budowlanej na terenie niezagospodarowanym przez nowe przedsiębiorstwa. Z jednego z kominów odpadło 30 metrów jego górnej części. W wyniku zdarzenia ucierpiał monitoring miejski, który miał tam swoje nadajniki. Uszkodzony komin był własnością prywatną, a jego właściciel od kilku lat nie reagował na wezwania nadzoru budowlanego. Pozostałe kominy nadal służą operatorom telefonii komórkowej. W kominach i opuszczonych budynkach wielokrotnie dochodziło do nielegalnego spalania śmieci. W listopadzie 2019 roku rozpoczęły się prace zmierzające do wysadzenia komina. 4 grudnia 2019 roku komin wyburzono. Oprócz niego na terenie dawnej fabryki istnieją jeszcze dwa ponad stumetrowe kominy.

W 2021 roku przy ulicy Wilczej 9A w Warszawie gdzie przed wojną znajdowało się biuro handlowe Tomaszowskiej Fabryki Sztucznego Jedwabiu, podczas remontu odnaleziono zabytkową kasę pancerną należącą do tomaszowskiej fabryki.

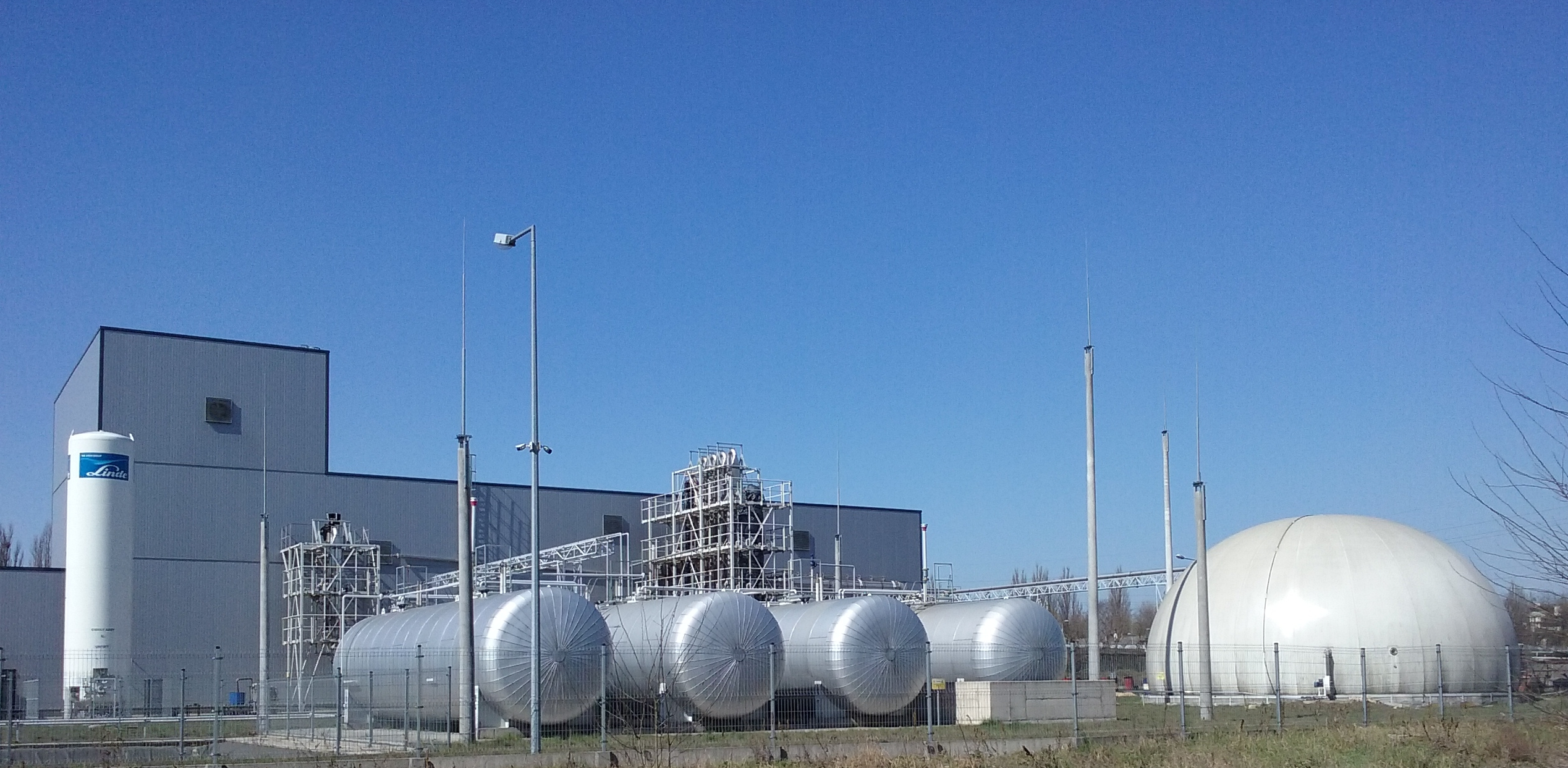
EcoHydroCarbon na terenie dawnego Wistomu

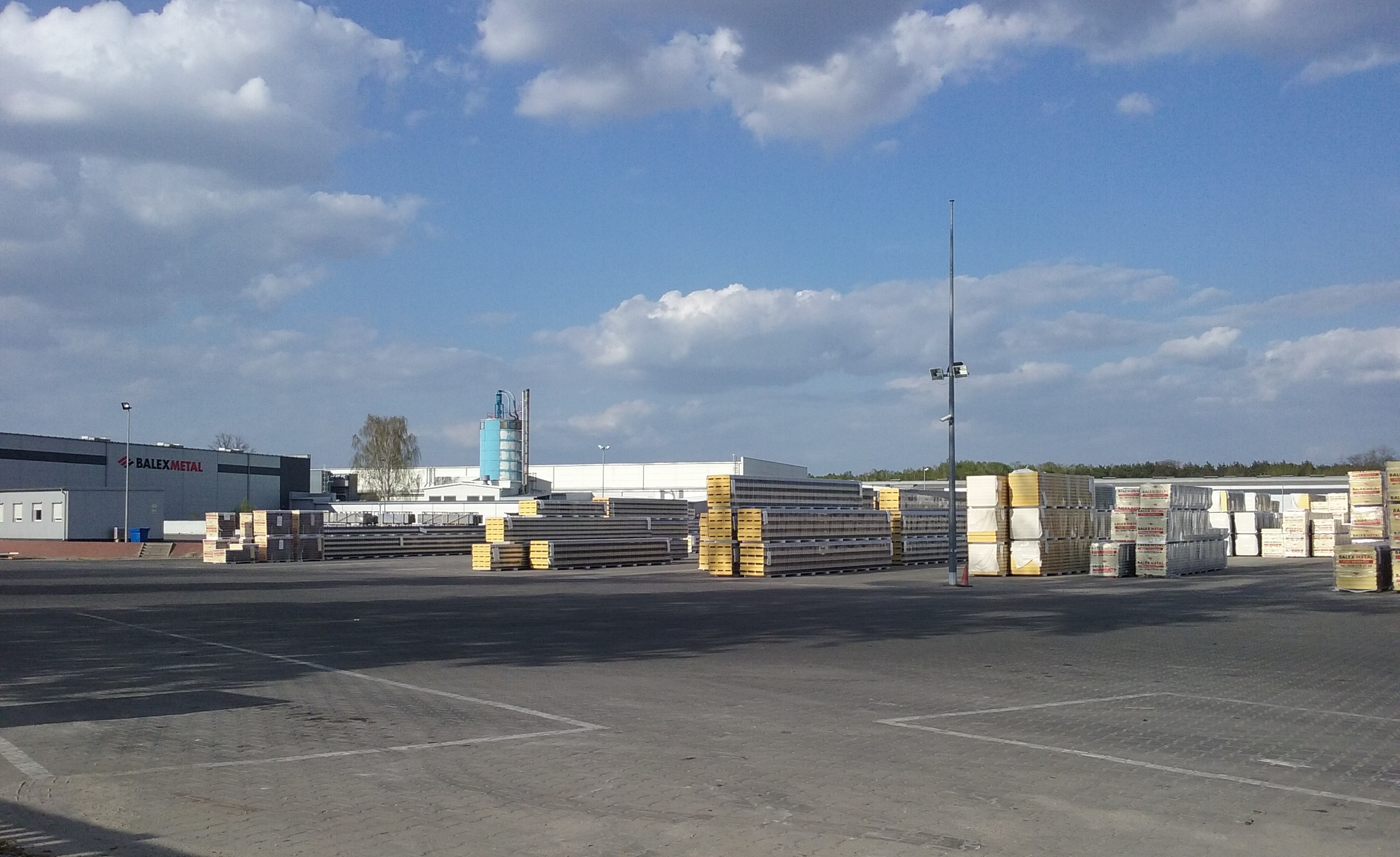
Fabryka Balex Metal

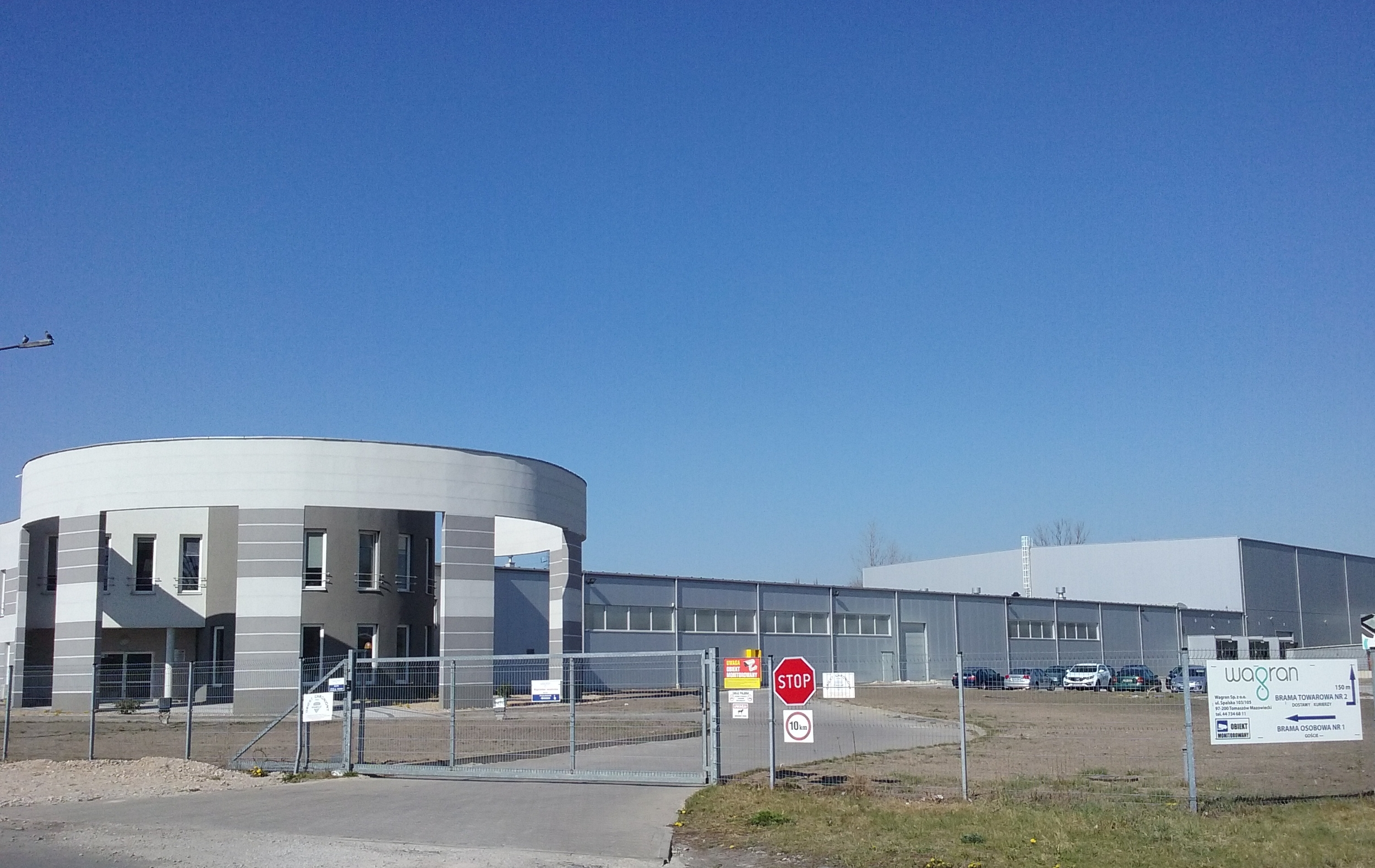
Fabryka Wagran

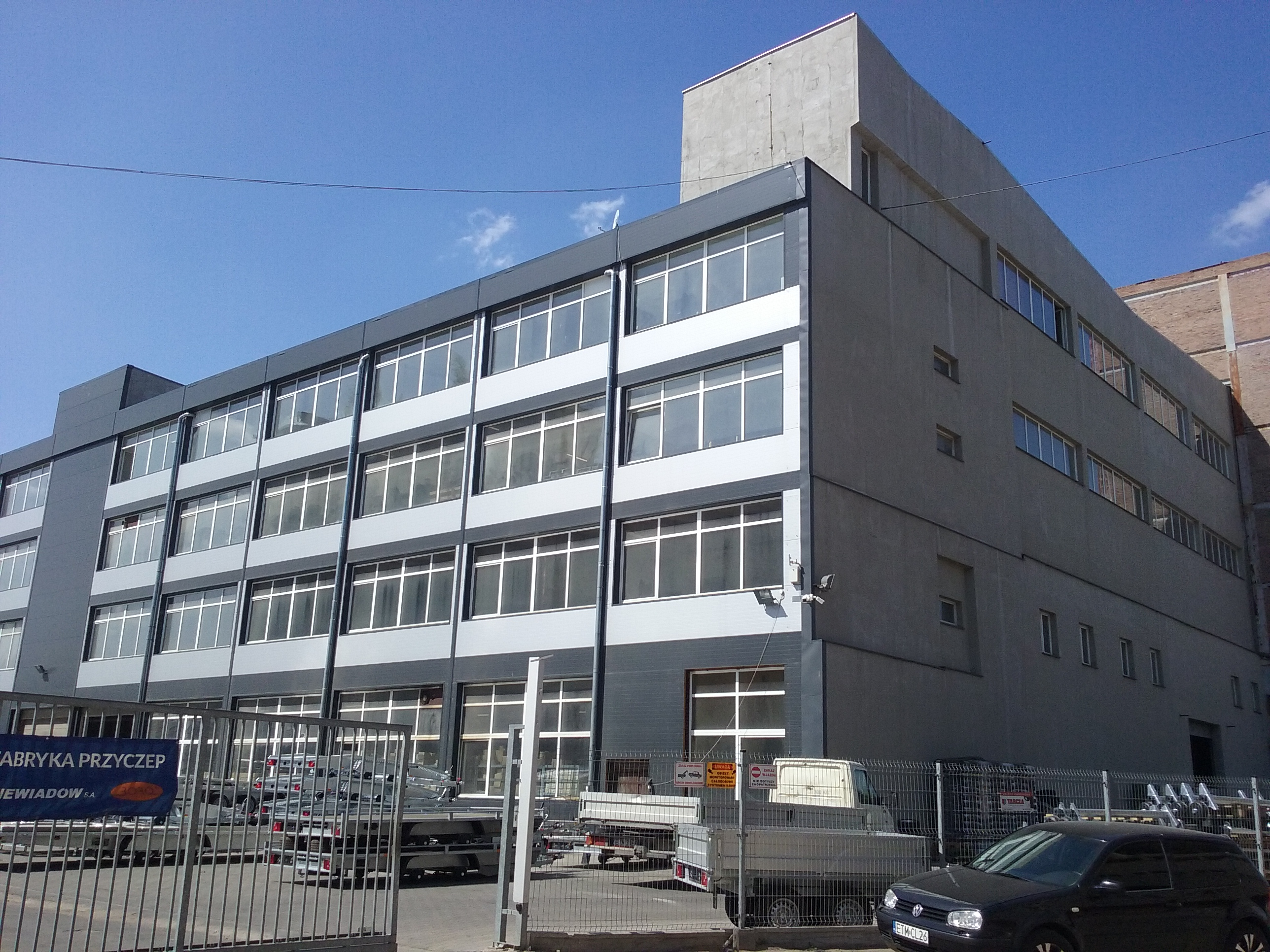
Fabryka przyczep Niewiadów na terenie dawnego Wistomu

Na terenie dawnego Wistomu powstało kilka firm, m.in.:
- Wagran – producent zlewów granitowych[39][40]
- EcoHydoroCarbon – przetwórstwo polimerów[41]
- Balex Metal – jedna z pięciu fabryk producenta blachodachówki i termoizolacji oraz centrum szkoleniowe firmy[42][43][44][45]
- Niewiadów 2 – producent przyczep
- Vetriceramici – dostawca kruszyw[46]
- Inter-Vion – duży magazyn dystrybutora artykułów drogeryjnych[47]
- Mesgo – włoski producent mieszanek kauczuku syntetycznego[48]
- Toyota Boshoku – producent tapicerki dla japońskiego producenta aut[49]
- Ośrodek Leczenia Uzależnień „Wilanów”[50][51]
- Agencja Restrukturyzacji i Modernizacji Rolnictwa[52].

## Odniesienia w kulturze
W 2012 roku ruiny dawnego zakładu posłużyły jako scenografia w filmie „Żywie Białaruś”.